# Kamienica Polska
Kamienica Polska – wieś w Polsce położona w województwie śląskim, w powiecie częstochowskim, w gminie Kamienica Polska. Miejscowość jest siedzibą gminy Kamienica Polska.

## Historia
Wieś leży w Częstochowskim Obszarze Rudonośnym. W XVII wieku istniała tu kuźnica. W 1836 roku uruchomiona została kopalnia rud żelaza „Kamienica Polska” leżąca na granicy z Jastrzębiem. W latach 50. XX wieku razem z kopalnią „Klepaczka” podlegała przedsiębiorstwu Kopalnia Rud Żelaza „Osiny” z siedzibą w Borku.
Na początku II wojny światowej Niemcy aresztowali proboszcza parafii ks. Józefa Klarzaka, którego oskarżyli o współdziałanie z Wojskiem Polskim. Został zamordowany 18 sierpnia 1942 roku w obozie koncentracyjnym w Dachau. 7 września 1939 roku rozstrzelano 9 mieszkańców miejscowości. Nazwę miejscowości okupanci zmienili na Hochsteinau. Stała się ona siedzibą okręgu urzędowego (niem. Amtsbezirk) w powiecie Blachownia w rejencji opolskiej w prowincji Śląsk (od stycznia 1941 roku w nowej prowincji Górny Śląsk) III Rzeszy.
W latach 40. XX wieku w Kamienicy Polskiej znajdowała się filia Zakładów Przemysłu Bawełnianego w Częstochowie. W latach 1954–1973 wieś była siedzibą gromady. W latach 1975–1998 administracyjnie należała do województwa częstochowskiego.
W Kamienicy Polskiej znajduje się Muzeum Regionalne.

## Położenie
Miejscowość leży w Obniżeniu Górnej Warty, nad Kamieniczką, w pobliżu jej ujścia do Warty.

## Parafia rzymskokatolicka
W 1867 roku powstała rzymskokatolicka parafia w Kamienicy Polskiej, wydzielona z parafii św. Jana Chrzciciela w Poczesnej.

## Sport i rekreacja

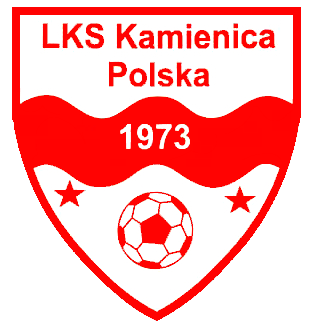
Herb klubu LKS Kamienica Polska

Znajduje się tutaj siedziba klubu piłkarskiego LKS Kamienica Polska, występującego od sezonu 2010/2011 w IV lidze (grupa śląska I).
W miejscowości tej jest położony GOKSiR, a w nim Zespół Folklorystyczny „Kamienica”.

## Urodzeni w Kamienicy Polskiej
- Stanisław Krzaczyński – oficer Legionów Polskich, pułkownik żandarmerii Wojska Polskiego.
- Stanisław Olszewski – polski nauczyciel, podpułkownik piechoty Wojska Polskiego, cichociemny.